# 加藤助三郎
加藤 助三郎（かとう すけさぶろう、1857年〈安政4年〉 - 1908年〈明治41年〉3月13日）は、美濃国土岐郡市之倉村（現：岐阜県多治見市市之倉）出身の実業家（陶器商）。1892年（明治25年）には東京陶器問屋組合頭取となり、1898年（明治31年）には岐阜県陶器業組合長となった。美濃焼の発展に尽力し、「陶器将軍」の異名を持つ。

## 経歴
天保6年（1835年）頃には美濃国土岐郡多治見村に美濃焼物取締所が設立され、多治見が美濃焼の集積地となった。1857年（安政4年）、加藤助三郎は土岐郡市之倉村（現：多治見市市之倉）の製陶家兼陶器商の家に生まれた。14歳だった1870年（明治3年）2月に上京し、翌年まで商売を学んだ。
1872年（明治5年）には美濃焼の生産や販売が自由化された。同年には東京・深川安宅町（現：東京都江東区新大橋）に美濃焼を販売する美濃屋を開店させている。1877年（明治10年）に故郷の岐阜県に戻り、1880年（明治13年）には同業者とともに株式会社組織の濃栄社（当初は濃栄組）を設立して社長となった。1889年（明治22年）には濃栄社の社長を辞して、東京市京橋区南新堀に満留寿商会（マルス商会）を設立した。

### 満留寿商会での活動
1891年（明治24年）には鉄道局に対して陶磁器輸送の際の特別割引を請願し、この請願によって美濃焼の運搬が船舶から鉄道に切り替わった。満留寿商会は名古屋駅や大阪駅の駅前にも支店を設立している。1894年（明治27年）には国内外の産地の情報や陶磁器相場などを掲載した月刊雑誌『陶器商報』を創刊した。『陶器商報』は日本初の陶磁器業界新聞である。陶磁器を適正価格で流通させるための施策に抵抗する同業者もいた。加藤は窯業技術者の育成にも力を注ぎ、1898年（明治31年）には岐阜県陶磁器講習所（現：岐阜県立多治見工業高等学校）の開校に関与した。
諸外国と結んだ不平等条約が1895年（明治28年）に改正されたことで輸出への道が開き、加藤は陶磁器の輸出を推進した。1899年（明治32年）には南アフリカのケープタウンへの直輸出を開始し、1902年（明治35年）にはインドに販路を拡大した。

### 死後
1908年（明治41年）3月13日に死去。岐阜県多治見市平野町2丁目には加藤の功績を称える記念碑が設置されており、その題字は前田正名が書いている。多治見市図書館は加藤助三郎家文書を所蔵している。